# Kolontár
Kolontár è un comune dell'Ungheria di 850 abitanti (dati 2001). È situato nella contea di Veszprém.
L'abitato, insieme alla cittadina di Devecser è stato uno dei due centri più colpiti dall'Incidente della fabbrica di alluminio di Ajka